# Гверчо (Ла Специја)
Гверчо је насеље у Италији у округу Ла Специја, региону Лигурија.
Према процени из 2011. у насељу је живело 120 становника. Насеље се налази на надморској висини од 93 м.